# Nürnberger Kodex
Der Nürnberger Kodex ist eine ethische Richtlinie zur Vorbereitung und Durchführung medizinischer, psychologischer und anderer Experimente am Menschen. Er gehört seit seiner Formulierung in der Urteilsverkündung im Nürnberger Ärzteprozess (1946/1947) zu den medizinethischen Grundsätzen in der Medizinerausbildung, ähnlich wie das Genfer Gelöbnis. Er besagt, dass bei medizinischen Versuchen an Menschen
„die freiwillige Zustimmung der Versuchsperson unbedingt erforderlich (ist). Das heißt, dass die betreffende Person im juristischen Sinne fähig sein muss, ihre Einwilligung zu geben; dass sie in der Lage sein muss, unbeeinflusst durch Gewalt, Betrug, List, Nötigung, Übervorteilung oder irgendeine andere Form der Überredung oder des Zwanges, von ihrem Urteilsvermögen Gebrauch zu machen; dass sie das betreffende Gebiet in seinen Einzelheiten hinreichend kennen und verstehen muss, um eine verständige und informierte Entscheidung treffen zu können“.
Anlass für den Nürnberger Kodex waren die während der Zeit des Nationalsozialismus im Namen der medizinischen Forschung begangenen Verbrechen gegen die Menschlichkeit, insbesondere „verbrecherische medizinische Experimente“ und Zwangssterilisationen.
Der Nürnberger Ärzteprozess jährte sich 1997 zum 50. Mal und damit auch die Geburtsstunde des Nürnberger Ärztekodex von 1947. Die Nürnberger Regionalgruppe der IPPNW nahm dies zum Anlass, in der Nachfolge des Kongresses „Medizin und Gewissen“ 1996 mit einer Gedenkveranstaltung an die grundlegenden Prinzipien des Kodex von 1947 zu erinnern und den Nürnberger Kodex von 1997 auf heutige medizinethische Fragen zu beziehen.

## Die zehn Punkte des Nürnberger Kodex
(Stellungnahme des I. Amerikanischen Militärgerichtshofes über „zulässige medizinische Versuche“)
1. Die freiwillige Zustimmung der Versuchsperson ist unbedingt erforderlich. Das heißt, dass die betreffende Person im juristischen Sinne fähig sein muss, ihre Einwilligung zu geben; dass sie in der Lage sein muss, unbeeinflusst durch Gewalt, Betrug, Irreführung, Nötigung, Vortäuschung oder irgendeine andere Form der Einschränkung oder des Zwanges, von ihrer Wahlfreiheit Gebrauch zu machen; dass sie das betreffende Gebiet in seinen Einzelheiten hinreichend kennen und verstehen muss, um eine verständige und informierte Entscheidung treffen zu können. Diese letzte Bedingung macht es notwendig, dass der Versuchsperson vor der Einholung ihrer Zustimmung das Wesen, die Länge und der Zweck des Versuches klargemacht werden; sowie die Methode und die Mittel, welche angewendet werden sollen, alle Unannehmlichkeiten und Gefahren, welche mit Fug zu erwarten sind, und die Folgen für ihre Gesundheit oder ihre Person, welche sich aus der Teilnahme ergeben mögen. Die Pflicht und Verantwortlichkeit, den Wert der Zustimmung festzustellen, obliegt jedem, der den Versuch anordnet, leitet oder ihn durchführt. Dies ist eine persönliche Pflicht und Verantwortlichkeit, welche nicht straflos an andere weitergegeben werden kann.
2. Der Versuch muss so gestaltet sein, dass fruchtbare Ergebnisse für das Wohl der Gesellschaft zu erwarten sind, welche nicht durch andere Forschungsmittel oder Methoden zu erlangen sind. Er darf seiner Natur nach nicht willkürlich oder überflüssig sein.
3. Der Versuch ist so zu planen und auf Ergebnissen von Tierversuchen und naturkundlichem Wissen über die Krankheit oder das Forschungsproblem aufzubauen, dass die zu erwartenden Ergebnisse die Durchführung des Versuchs rechtfertigen werden.
4. Der Versuch ist so auszuführen, dass alles unnötige körperliche und seelische Leiden und Schädigungen vermieden werden.
5. Kein Versuch darf durchgeführt werden, wenn von vornherein mit Fug angenommen werden kann, dass es zum Tod oder einem dauernden Schaden führen wird, höchstens jene Versuche ausgenommen, bei welchen der Versuchsleiter gleichzeitig als Versuchsperson dient.
6. Die Gefährdung darf niemals über jene Grenzen hinausgehen, die durch die humanitäre Bedeutung des zu lösenden Problems vorgegeben sind.
7. Es ist für ausreichende Vorbereitung und geeignete Vorrichtungen Sorge zu tragen, um die Versuchsperson auch vor der geringsten Möglichkeit von Verletzung, bleibendem Schaden oder Tod zu schützen.
8. Der Versuch darf nur von wissenschaftlich qualifizierten Personen durchgeführt werden. Größte Geschicklichkeit und Vorsicht sind auf allen Stufen des Versuchs von denjenigen zu verlangen, die den Versuch leiten oder durchführen.
9. Während des Versuches muss der Versuchsperson freigestellt bleiben, den Versuch zu beenden, wenn sie körperlich oder psychisch einen Punkt erreicht hat, an dem ihr seine Fortsetzung unmöglich erscheint.
10. Im Verlauf des Versuchs muss der Versuchsleiter jederzeit darauf vorbereitet sein, den Versuch abzubrechen, wenn er auf Grund des von ihm verlangten guten Glaubens, seiner besonderen Erfahrung und seines sorgfältigen Urteils vermuten muss, dass eine Fortsetzung des Versuches eine Verletzung, eine bleibende Schädigung oder den Tod der Versuchsperson zur Folge haben könnte.